# Stora Vrångstjärnet
Stora Vrångstjärnet är en sjö i Dals-Eds kommun i Dalsland och ingår i Örekilsälvens huvudavrinningsområde. Sjön har en area på 0,0994 kvadratkilometer och ligger 213,5 meter över havet. Vid provfiske har abborre fångats i sjön.

## Delavrinningsområde
Stora Vrångstjärnet ingår i det delavrinningsområde (654401-126855) som SMHI kallar för Ovan Töftsjöbäcken. Medelhöjden är 200 meter över havet och ytan är 53,61 kvadratkilometer. Det finns inga avrinningsområden uppströms utan avrinningsområdet är högsta punkten. Töftedalsån som avvattnar avrinningsområdet har biflödesordning 2, vilket innebär att vattnet flödar genom totalt 2 vattendrag innan det når havet efter 68 kilometer. Avrinningsområdet består mestadels av skog (83 procent) och sankmarker (14 procent). Avrinningsområdet har 0,18 kvadratkilometer vattenytor vilket ger det en sjöprocent på 0,3 procent.